# Heterostilia
Heterostilia é uma forma específica de polimorfismo e hercogamia que ocorre nas flores de determinadas espécies de angiospérmicas (ditas heterostílicas). Numa mesma população de uma espécie heterostílica ocorrem, em indivíduos diferentes, dois ou três tipos morfológicos de flores, designados por "morfos". Em cada indivíduo (espécime) todas as flores pertencem ao mesmo morfo. Os morfos florais diferem no comprimento do pistilo e estames (em geral no comprimento dos filetes ou pela inserção a alturas diferentes nas corolas simpétalas a que acresce, por vezes, anteras de tamanho diferente), sendo estas características fenotípicas descontínuas. Cada morfo é um fenotipo com ligação genética aos genes responsáveis pelo sistema de auto-incompatibilidade das plantas, designado por auto-incompatibilidade heteromórfica, que assegura que o pólen de uma flor pertencente a um morfo não consegue fertilizar uma flor do mesmo morfo.

## Descrição
O fenómeno heterostilia consiste na existência, na mesma espécie, de dois ou três tipos de flores (cada tipo ocorrendo em indivíduos separados), cada um deles com estilete de altura diferente da dos outros e estames também desiguais. Diz-se que ocorre heterostilia dimorfa (ou distílica) quando existam dois tipos de flores e heterostilia trimorfa (ou tristílica) quando existam três tipos de flores.[carece de fontes?]

### Distilia e tristilia
Nas plantas heterostílicas com dois morfos florais (distílicas), num dos morfos (designado por flor longistila ou longistílica, ou em inglês pin) os estames são curtos e o pistilo longo; no segundo morfo (designado por flor brevistila ou brevistílica, ou em inglês thrum) os estames são longos e o pistilo é curto. O comprimento do pistilo num dos morfos iguala o comprimento dos estames no outro morfo, e vice versa. Entre os exemplos de plantas distílicas contam-se a Primula vulgaris e muitas outras espécies do género Primula, trigo-sarraceno, linho e outras espécies de Linum, algumas espécies de Lythrum e muitas espécies de Cryptantha.
Nas plantas heterostílicas com três morfos florais (tristílicas) cada morfo tem dois tipos de estames. Num dos morfos o pistilo é curto e os estames são longos e intermediários; no segundo morfo, o pistilo é intermediário e os estames são curtos e longos; no terceiro morfo, o pistilo é longo e os estames são curtos e intermediários. As espécies Oxalis pes-caprae, Lythrum salicaria e algumas outras espécies do género Lythrum são trimorfas.

### Polinização
Os diferentes comprimentos dos estames e pistilos em flores heterostílicas estão adaptados à polinização por diferentes polinizadores ou por diferentes partes do corpo do mesmo polinizador. Assim, o pólen originário de um estame longo atingirá preferencialmente pistilos longos e não os curtos, e vice-versa. Quando o pólen é transferido entre duas flores do mesmo morfo, nenhuma fertilização ocorrerá devido ao mecanismo de auto-incompatibilidade, a menos que o mecanismo seja quebrado por factores ambientais como a idade da flor ou a temperatura do ar.